# Hana Mandlíková
Hana Mandlíková, född 19 februari 1962 i Prag, Tjeckoslovakien, är en högerhänt tidigare professionell tennisspelare.

Hana Mandliková emigrerade 1988 till Australien. Hon blev 1994 den tredje tjeckiska tennisspelaren efter Jaroslav Drobný och Jan Kodeš som upptogs i International Tennis Hall of Fame.

## Tenniskarriären
Hana Mandliková blev professionell tennisspelare på WTA-touren 1978. Under proffskarriären vann hon 27 singel- och 15 dubbel-titlar. Hon vann under perioden 1980–89 fyra singeltitlar och en dubbeltitel i Grand Slam-turneringar. Mandliková rankades bland världens 10 bästa singelspelare 1980–82 och 198–87. Som bäst var hon nummer 3 (1984 och 1985). Totalt erhöll hon i prispengar $3 340 959. Hon upphörde med internationell tävlingstennis 1990. 
Mandliková vann sin första GS-titel 1980 i Australiska öppna genom finalseger över Wendy Turnbull, 6–0 7–5. Året därpå vann hon singeltiteln i Franska öppna (finalseger över Sylvia Hanika, 6–2 6–4). 
Mandliková mötte landsmaninnan Martina Navratilova i tre GS-finaler. Den första var 1985 i US Open. Mandliková vann mötet med 7–6, 1–6, 7–6. Året därpå, 1986, möttes de båda i singelfinal i Wimbledonmästerskapen, då med Navratilova som segrare (7–6, 6–3). Sin sista GS-titel i singel vann Mandliková i Australiska öppna 1987, då hon i finalen för andra gången besegrade Navratilova ( 7–5 7–6). Mandliková bröt med den segern Navratilovas rekordartade segersvit om 58 matcher.
År 1989 vann Mandliková tillsammans med Navratilova dubbeltiteln i US Open.

## Spelaren och personen
Hana Mandliková var en utpräglad attackspelare som föredrog volleyspel framme vid nätet framför grundslag från bakplan. Vid nätet var hon en mycket snabb och svårpasserad spelare. Snabbheten hade hon ärvt av sin far, Willem Mandlik, som var 100-meterfinalist i de Olympiska sommarspelen 1956 och 1960. 
Som liten hade hon Jan Kodeš som idol och förebild. När hon var 12 år gammal var hon bollflicka åt Martina Navratilova och drömde om att en dag själv bli en lika skicklig spelare, och till och med kunna besegra henne.

## Grand Slam-finaler, singel (8)

### Titlar (4)
| År   | Mästerskap            | Finalmotståndare    | Setsiffror    |
| 1980 | Australiska öppna     | Wendy Turnbull      | 6-0, 7-5      |
| 1981 | Franska öppna         | Sylvia Hanika       | 6-2, 6-4      |
| 1985 | US Open               | Martina Navratilova | 7-6, 1-6, 7-6 |
| 1987 | Australiska öppna (2) | Martina Navratilova | 7-5, 7-6      |

### Finalförluster (4)
| År   | Mästerskap            | Finalmotståndare    | Setsiffror    |
| 1980 | US Open               | Chris Evert         | 5-7, 6-1, 6-1 |
| 1981 | Wimbledonmästerskapen | Chris Evert         | 6-2, 6-2      |
| 1982 | US Open               | Chris Evert         | 6-3, 6-1      |
| 1986 | Wimbledonmästerskapen | Martina Navratilova | 7-6, 6-3      |

## Övriga singeltitlar (23)
- 1978 
  - Milan, Adelaide

- 1979 
  - Montréal [Futures], Kitzbuhel, Melbourne, Adelaide, Sydney

- 1980
  - Adelaide, Stockholm, Mahwah, Atlanta, Amsterdam

- 1981 
  - Houston, Mahwah

- 1984 
  - Oakland, Dallas, Boston, Houston, Washington DC

- 1985 
  - US Indoors, Oakland

- 1987 
  - Washington DC, Brisbane